# Josef Kubálek
Josef Kubálek (13. prosince 1876 Svídnice – 27. dubna 1968 Třebotov) byl český pedagog, metodik elementárního školského stupně. Pracoval jako profesor učitelského ústavu, pedagogický spisovatel a překladatel z angličtiny.

## Životopis
Narodil se ve Svídnici, v rodině chalupníka Františka Kubálka a jeho manželky Kateřiny, rozené Kubálkové.
Po vystudování Učitelského ústavu v Hradci Králové učil na školách na Hradecku, v roce 1907 přešel na královéhradecký Učitelský ústav. Zde pracoval nejen jako pedagog, ale zasloužil se i o vznik pedagogického muzea s knihovnou. V roce 1923 se přestěhoval do Prahy, kde učil na Amerlingově učitelském ústavu v Panské ulici. V důchodu žil v Dobřichovicích.
Pochován je na hřbitově v Karlštejně.

### Rodinný život
V září 1904 se v Hradci Králové oženil s Annou Červenkovou, dcerou bývalého ředitele gymnázia v Českých Budějovicích (1876–??). V době sňatku byl c. k. cvičným učitelem. Jejich syn JUDr. Josef Kubálek (1909–1987) mj. přednášel na filozofické a pedagogické fakultě Univerzity Karlovy v Praze.
V pedagogické tradici pokračují i vnučky prof. PhDr. JUDr. Vendulka Kubálková (*1945, College of Arts and Sciences, Miami) a fyzička doc. RNDr. Světla Vacková–Kubálková, CSc. (*1942).

## Dílo

### Odborné spory
Josef Kubálek byl přesvědčen o nepřenositelnosti výukových metod z jiného jazykového prostředí a proto byl odpůrcem tzv. globální výuky čtení, která se koncem 19. a začátkem 20. století rozšířila v USA a v Rusku. Tím se dostal do sporu s jejím zastáncem Václavem Příhodou (1889–1979).

### Sbírka slabikářů
Památník národního písemnictví - Muzeum literatury uchovává jeho sbírku slabikářů z celého světa, která má být největší sbírkou na světě. Sbírka je součástí osobní knihovny Josefa Kubálka, která má asi 2800 svazků. V roce 2017 byla část sbírky slabikářů vystavena v Muzeu klasického knihařství v Rožďalovicích. Část sbírky slabikářů je publikovaná na portále E-sbírky.cz: https://www.esbirky.cz/hledat/fond/59575637

### Učebnice a odborné publikace
- Průvodce první početnicí (Praha, Školní knihosklad, Státní nakladatelství, 1910)
- Německá třída elementární (Praha, Dědictví Komenského, 1913)
- Průvodce první početnicí (V Praze, Císařský královský školní knihosklad, 1913)
- Vyučování ve třídě elementární (Praha, Knihosklad, 1914 a Praha, Státní nakladatelství, 1921, 1924)
- Doma – Slabikář pro města (Obr. A. Mudruňka; Praha, Unie, 1915)
- Vyučování ve třídě elementární (Praha, Státní školní knihoslad, 1920 a Státní nakladatelství, 1926, 1928, 1932, 1934)
- Čtení ve třídě elementární (průvodce slabikářem pro města "U nás"; V Praze, Česká grafická Unie, 1921)
- Dítě šestileté (Praha, Dědictví Komenského, 1921)
- U nás – Slabikář pro města (V Praze, Česká grafická Unie, 1921, 1929)
- Prvouka na škole městské u nás (V Praze, nákladem České grafické unie a.s., 1922)
- První početnice (Praha, Státní nakladatelství, 1924, 1926)
- Slabikáře v Československé republice (Velké Meziříčí, Alois Šašek, 1924)
- Víťa, hoch v sedmém roce (Psychogram žáka; Německý Brod, Tisk. a vydav. druž. Havlíček, 1924)
- Výzkum dětí ve třídě elementární (Brno, Ústřední spolek učitelský na Moravě, 1926)
- Naše slabikáře, Od nejstarší doby do konce století XVIII. (Napsali Josef Kubálek, Dr. Josef Hendrich a Dr. František Šimek; v Praze, Státní nakladatelství, 1929)
- Malá skládací abeceda (V Praze, Ústřední nakladatelství a knihkupectví učitelstva českoslovanského, 1930)
- O metodu elementárního čtení (Stati kritické a průvodce slabikáři "U nás"; V dodatku podrobné učebné osnovy z prvouky s kreslením a ručními pracemi, ze čtení i psaní a počtů pro 1. školní rok škol pražských a venkovských; V Praze, Česká grafická Unie, 1930)
- U nás – slabikář pro školy venkovské (obrázky kreslil Artuš Scheiner; V Praze, Unie, 1930 a Československá grafická unie 1934)
- Venkovská tradice výchovná a velkoměstské prostředí (V Praze, Svobodné učení selské, 1930)
- Vychovatelská čítanka (sborník statí pro matky, autoři Kol., uspořádali J. Kubálek, A. Matula; Praha, státní nakladatelství 1930, 1931)
- Metoda normálních slabik – Její vývoj a místo v práci české a německé (V Brně, nákladem Společnosti Nových Škol v Brně, 1932)
- Slabikáře v U.S.A. (V Praze, Stálá výstava školská, 1932)
- Metoda normálních slabik (V Brně, nákladem vlastním, 1933)
- Psaní ve třídě elementární podle nových osnov (V Praze, Alois Hynek, 1933)
- Početní vyučování ve třídě elementární podle učebných osnov normálních a podrobných (Úvodní stať prof. Dr. Otokar Chlup; Praha, Vesmír, 1934)
- Počitadlo do deseti a do sta (V Praze, Státní nakladatelství, 1934)
- U nás – Slabikář pro školy městské (ilustrace Artuš Scheiner, sací písmo psal Josef Kubálek; V Praze, Československá grafická Unie, 1934)
- Nástěnné počitadlo do sta (V Praze, Ústřední nakladatelství a knihkupectví učitelstva českoslovanského, 1935)
- Pedagogická encyklopedie (redakce Otokar Chlup, Jan Uher a Josef Kubálek; V Praze: Nakladatelství Novina, 1938–1940. 3 svazky. Díl 1. A–Konsolidace. 1938, 640 s. Díl 2. Konstituce–Sokol. 1939, 640 s. Díl 3. Sokol–Žofková. 1940, 528 s.)
- Slabikář český a jiných náboženství počátkové: kterýmžto věcem dítky křesťanské hned z mladosti učeny býti mají – MDXLVII (ke čtyřstému výročí vydání nejstaršího českého slabikáře; V Prostějově, Místní rada osvětová nákladem Místního národního výboru, 1947)
- Seznam názorných pomůcek pro osvětovou práci (Praha, Orbis, 1958, 1963) a Dodatek 1 (Praha, Osvětový ústav, 1959)
- Jak pracovat s názornými pomůckami (Průvodní slovo k instrukčnímu souboru diapositivů, Josef Kubálek, podle návrhů autora nakreslil Josef Kubát; Praha, Osvětový ústav, 1959)
- Jak pracovat s flanelovou tabulí ve škole a v osvětě (Václav Gorčica, Josef Kubálek a kol.; Praha , SPN, 1962)
- Jak pracovat s názornými pomůckami  (Techn. stati připravil Zdeněk Uhlíř,ilustrace Josef Kabát, Jan Calábek, Vladimír Homola; Praha, Orbis, 1962)
- Názorné pomôcky – Skúsenosti, rady a technické pokyny (Technické stati připravil Zdeněk Uhlíř, Bratislava, Osveta, 1962)
- Seznam názorných pomůcek pro osvětovou práci a Dílčí odd. Umění, Zemědělství a lesnictví, Technika, Přírodní vědy, Společenské vědy a Dodatky (Materiál opatřili a zprac. Milan Hromádka a Antonín Kessl, uspořádal Josef Kubálek; Praha, Orbis, 1963)
- Práce s pomůckami na školách 2. cyklu (autor J. Kubálek a kol.; Praha, SPN, 1971)

### Beletrie pro děti a mládež
- Hadí koruna (úprava textu Dr. Šturm, J. Kubálek, ilustrace Solarová-Vejrych; V Praze, Státní nakladatelství, 1930)
- Pohádka o Honzovi (text upravili Dr. Šturm, J. Kubálek, ilustrace Solarová-Vejrych; V Praze, nákladem vlastním, 1930)
- Pohádka o Palečkovi (text upravili Dr. Šturm, J. Kubálek, ilustrace Solarová-Vejrych; V Praze, Státní nakladatelství, 1930)
- Radostné neděle, 1. a 2. (Říkánky, povídky, Sestavil Josef Kubálek, ilustroval Artur Scheiner; Praha, Česká grafická Unie, 1931)
- Dětem o zviřátkách (Podle článků amerických slabikářů vypravují Dr. Marie Urbánková a Josef Kubálek, ilustrace František Janoušek; V Praze, Dědictví Komenského, 1932)
- Radost, Díl I. a II. (připravil Josef Kubálek, ilustrace Artur Scheiner; V Praze, Alois Hynek, 1932, 1933)
- V tajemné lesní říši (podle českého vydání L. Marešové Jenda na jahodách vypravuje Josef Kubálek, ilustroval A. Scheiner; V Praze, Alois Hynek, 1933, 1943)
- Jak čert nepochodil ve spořitelně (Kašpárkova taškařina o 3 jednáních s hudbou, zpěvem a tancem, podle námětu Antonína Vaignera vypracoval Josef Kubálek, kreslila Věra Šenkýřová; V Brně, Typos, 1943)

## Veřejná uznání
- V roce 1958 připomněl tisk osmdesátiny Josefa Kubálka[11]
- V roce 2011 byla na Základní škole Všenory odhalena pamětní deska Josefa Kubálka; po Josefu Kubálkovi je pojmenována Základní a mateřská škola Všenory[12]
- V roce 2013 byla odhalena na budově bývalé školy ve Svídnici jeho pamětní deska, na turistické stezce ve Svídnici je umístěna deska č. 4, věnovaná Josefu Kubálkovi[13]